# Amarílio Lopes Salgado
Amarílio Lopes Salgado (Rio Pomba, 13 de setembro de 1910—Rio de Janeiro, 21 de fevereiro de 1977) Foi um jurista brasileiro, conhecido por ter sido ministro do Superior Tribunal Militar (STM) entre 1973 e 1977.

## Vida pessoal
É filho de José Bento Salgado e Rita Lopes Salgado. Foi casado com Ana Pimentel Barbosa Salgado, com quem teve dois filhos.

## Biografia

### Formação e carreira
Em 1932, formou-se na  Faculdade de Direito da Universidade do Rio de Janeiro, e especializou-se em Direito Constitucional. Entre 1933 e 1944, lecionou Direito Penal na Faculdade de Direito de Juiz de Fora.
Também entre 1933 e 1944, exerceu o cargo de primeiro Adjunto de Promotor da 4ª Circunscrição Judiciária Militar, em Minas Gerais, quando tornou-se Promotor da 1ª Auditoria da 3ª Circunscrição Judiciária Militar no Rio Grande do Sul. Exerceu brevemente cargo na Promotoria da 2ª Auditoria da 2ª Circunscrição Judiciária Militar, quando tornou-se Promotor na 2ª Auditoria da Marinha, no Rio de Janeiro, cargo que exerceu até 1956. Em 1957, tornou-se promotor, cargo que exerceu até 1968. Em 1961, entrou na sindicância do Lóide Brasileiro, onde era responsável por buscar irregularidades nas exportações do Hospital Distrital de Brasília.

### Ditadura Militar
Após o golpe de 1964, foi nomeado pelo presidente Castelo Branco como membro da Comissão Geral de Investigações. Em 1967, fez um curso de adaptação à nova Constituição na Pontifícia Universidade Católica, e no ano seguinte assumiu o cargo de Subprocurador-Geral da Justiça Militar. Foi nomeado como ministro do STM por decreto em 22 de maio de 1970. Em março de 1971, escapou de ser sequestrado enquanto saía da casa do Brigadeiro Carlos Alberto Huet de Oliveira Sampaio. Foi vice-presidente do STM entre 1973 e 1974, exercendo a presidência temporariamente em agosto de 1973.
Em 1971, Amarílio exerceu o cargo de relator durante o requerimento de reversão do processo contra Theodomiro Romeiro dos Santos, conhecido como a primeira condenação com pena capital desde a Proclamação da República. Na ocasião, o STM reduziu sua pena para prisão perpétua, por ainda ser menor de idade.
Morreu em 21 de fevereiro de 1977, durante o exercício como ministro do STM.

## Condecorações
- Medalha Comemorativa do Sesquicentenário da Independência (Senado Federal)
- Ordem do Mérito Aeronáutico
- Medalha do Clube dos Caiçaras[1]